# Albert Torres
Albert Torres Barceló (nascido em 26 de abril de 1990, em Ciutadella de Menorca) é um ciclista de estrada e pista espanhol. Para a temporada de 2014, Torres tornou-se profissional com a equipe Ecuador.